# Флаг Ливана
Флаг Ливана представляет собой прямоугольное полотнище с соотношением сторон 2:3, состоящее из полос красного и белого цветов. Полосы соотносятся между собой по ширине как 1:2:1. В центре флага на белой полосе помещено изображение ливанского кедра зелёного цвета. Красный цвет символизирует кровь, пролитую в борьбе за независимость, белый — чистоту и мир.

## Описание

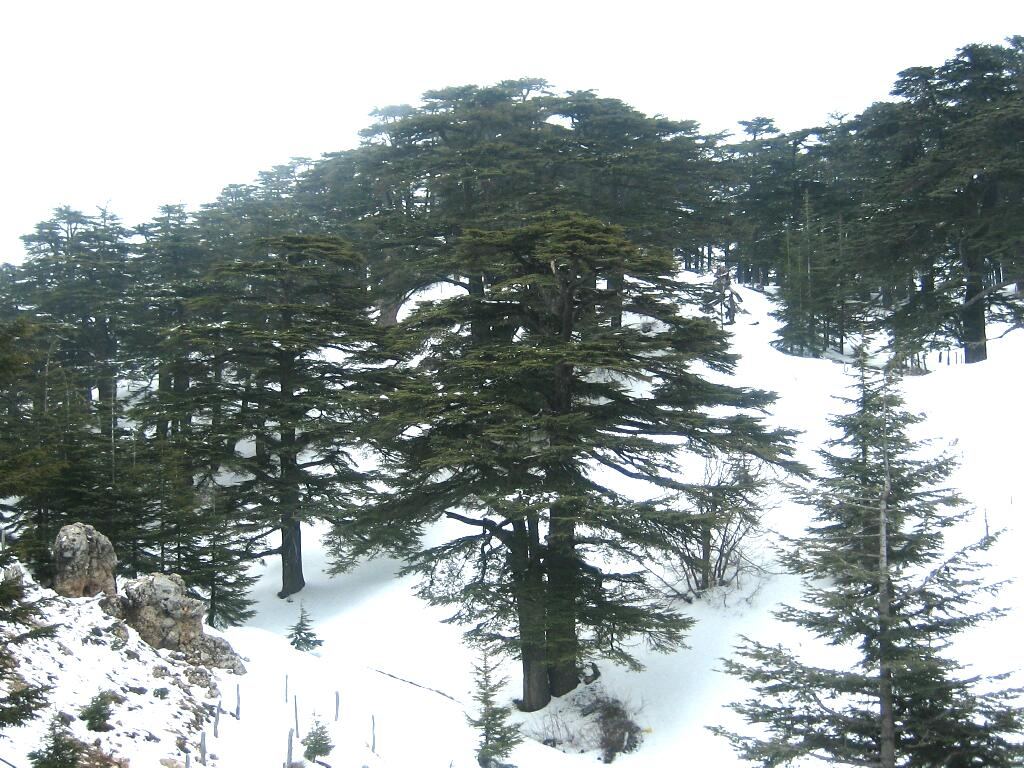
Кедр ливанский

Флаг принят в 1943 году сразу после обретения Ливаном независимости. Позднее в 1967 году был несколько изменён.
Кедр — традиционный символ Ливана, связанный также с христианством (см. Псалом 91:13 — «Праведник цветёт, как пальма, возвышается подобно кедру на Ливане»). Кедр является также символом бессмертия. В XVIII веке кедр становится символом христианской церкви Маронитов, распространившей своё влияние преимущественно в Сирии и Ливане. Позже, когда Ливан стал частью французских владений, использовался французский триколор с изображением кедра в центре флага. Красный и белый цвет отождествляются с кланами каузитов и йеменитов соответственно. Эти кланы были наиболее влиятельными в Ливане с VII по XVIII вв. Позже белый цвет флага стал означать чистоту снега ливанских гор (шире — чистоту помыслов народа страны), красный — кровь, пролитую в борьбе за независимости против французских захватчиков.

## История

### Античные флаги Ливана

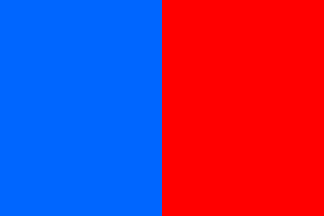
Финикия
Держава Ахеменидов
Римская Империя
Византия
Государство Сасанидов
Аббасидский халифат
Фатимидский халифат
Иерусалимское королевство

### Французский мандат Ливана

### Флаги кланов в Средние века

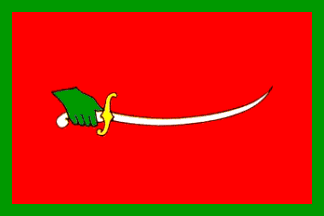
Джумблатт
Аль Накад
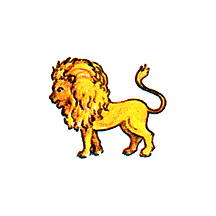
Ламаиты

### Флаги султанатов и эмиратов

Маанский эмират
Аббасидский халифат
Династия Айюбидов
Мамлюкский султанат
Шехабский эмират

### Варианты флагов Ливана
Ниже приведен список вариантов флагов, используемых в Ливане.

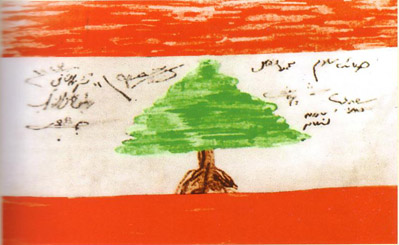
Флаг, нарисованный и утвержденный членами парламента во время провозглашения независимости в 1943 году.
Данный флаг использовался в послевоенные годы при Арабской администрации (1918-1920 гг.)
Флаг Дейр-эль-Камар, столице Маанов и ранних эмиров Шехаба
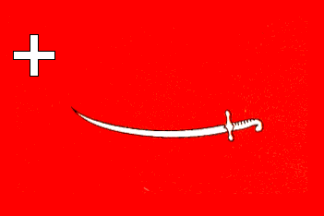
Флаг повстанцев в эпоху Марада
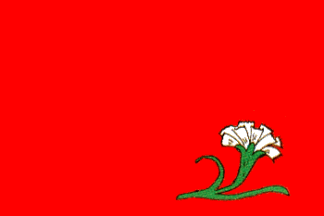
Национальный флаг Маанов
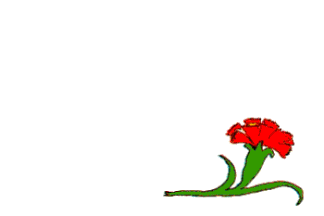
Флаг повстанцев во времена принца Ибрагима

### Флаги ливанских партий, созданных на базе Ливанского флага

Демократическое возрождение
Коммунистическая партия

### Официальные ливанские флаги с 1918 года по настоящее время

Флаг Ливанского региона после падения Османской империи (1918—1920)
Флаг государства Великий Ливан во время французского мандата (1920—1943)
Флаг Ливана с 1943 по 1990 год
Современный флаг Ливанской республики

## Прочие флаги

Флаг ливанской армии
Флаг ливанских ВВС
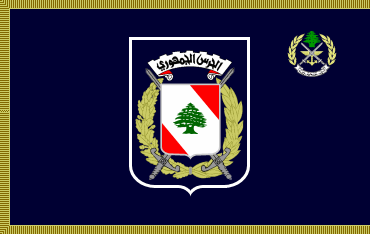
Флаг республиканской гвардии